# لوئیس سایلر
لوئیس سایلر (انگلیسی: Lewis Seiler؛ ‏ ۳۰ سپتامبر ۱۸۹۰ – ۸ ژانویهٔ ۱۹۶۴) یک کارگردان فیلم اهل ایالات متحده آمریکا بود.

## گزیده فیلم‌شناسی
- یک ماه عسل واخورده (۱۹۲۶)
- مدرسه جنایت (۱۹۳۸)
- پیتسبرگ (فیلم ۱۹۴۲) (۱۹۴۲)
- سامانه (فیلم ۱۹۵۳) (۱۹۵۳)